# Van Heek
Van Heek is een Nederlandse textielfamilie, die gezien kan worden als een van de grondleggers van de Twentse textielindustrie.

## Geschiedenis
De bewezen stamreeks begint met Hendrik Laurens die burger was van Delden en aldaar wordt vermeld vanaf 1635 en er in 1657 overleed. Zijn zoon Herman Laurens wordt in 1675 en 1687 vermeld als burgemeester van Delden; ook afstammelingen bekleedden die laatste functie. Kleinzoon Gerrit Laurens (†1733) noemde zich later Van Heek. De familie was gedurende twee eeuwen, vanaf 1780 tot ver in de 20e eeuw, nauw verbonden met de textielindustrie in de regio Enschede. Leden waren bovendien actief als lokaal en provinciaal bestuurder. Voorts bracht het geslacht kunstenaars voort en een bekend socioloog.

### Textielfabrieken

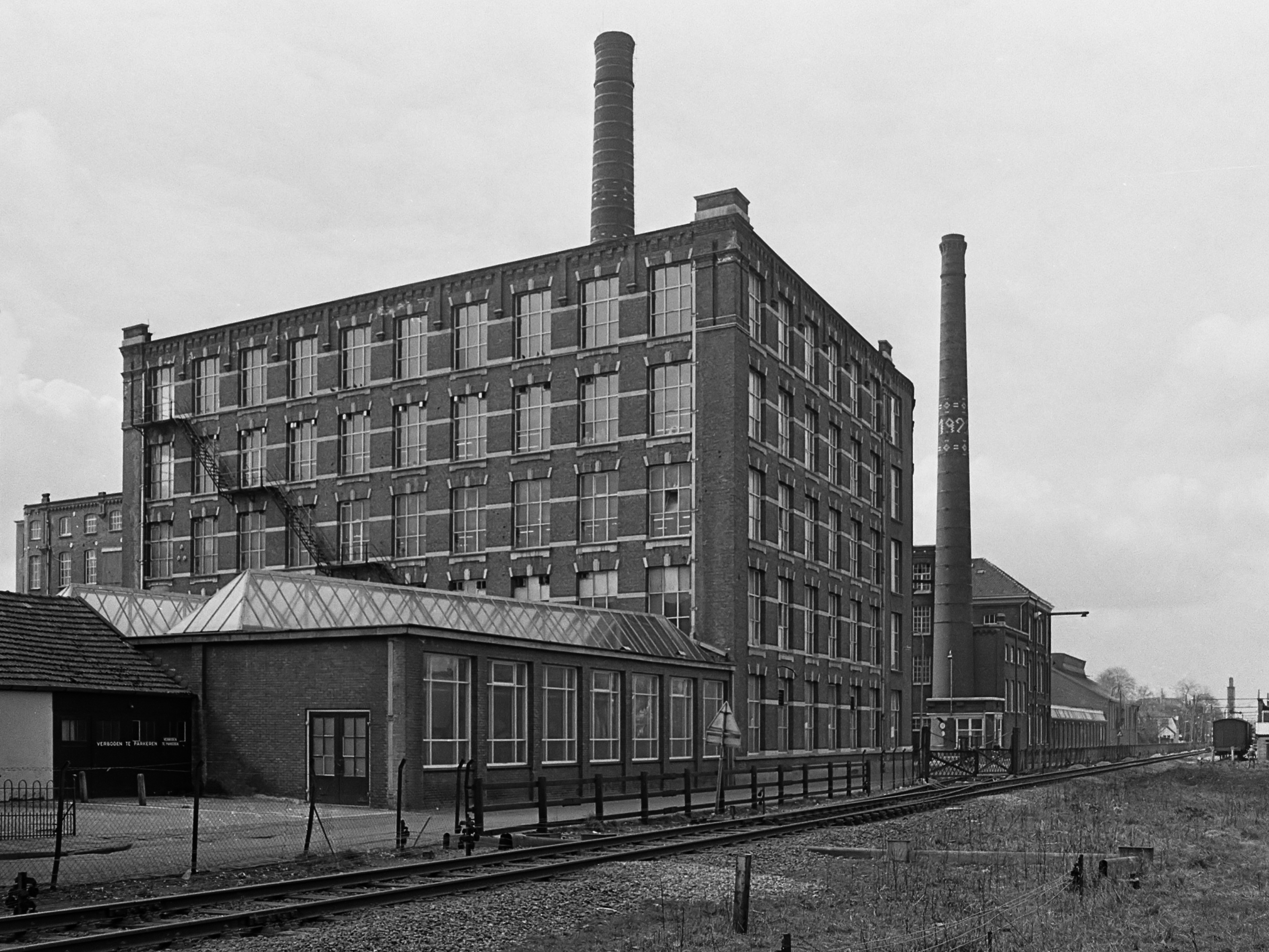
Van Heek (1967)

In 1778 vestigde Hendrik Jan van Heek (1759-1809) zich vanuit Delden in Enschede. In 1780 begon hij een onderneming (H.J. van Heek en Zonen) met geld van zijn schoonvader, Jan Berent Lasonder. Leden van de familie Van Heek trouwden met leden van de andere Twentse textielfamilies.
Op 1 januari 1859 werd de naam veranderd in Van Heek & Co, toen de zonen van Helmich van Heek, Hendrik Jan (1814-1872), Herman (1816-1882) en Gerrit Jan (1837-1915), besloten over te gaan tot "het fabriceren van katoenen of andere stoffen, het deelnemen in publieke of private handelsondernemingen en het drijven van koophandel in het algemeen". In 1930 werd het een naamloze vennootschap. Nog later werden weer nieuwe vennootschappen onder andere namen opgericht.

### Nalatenschap

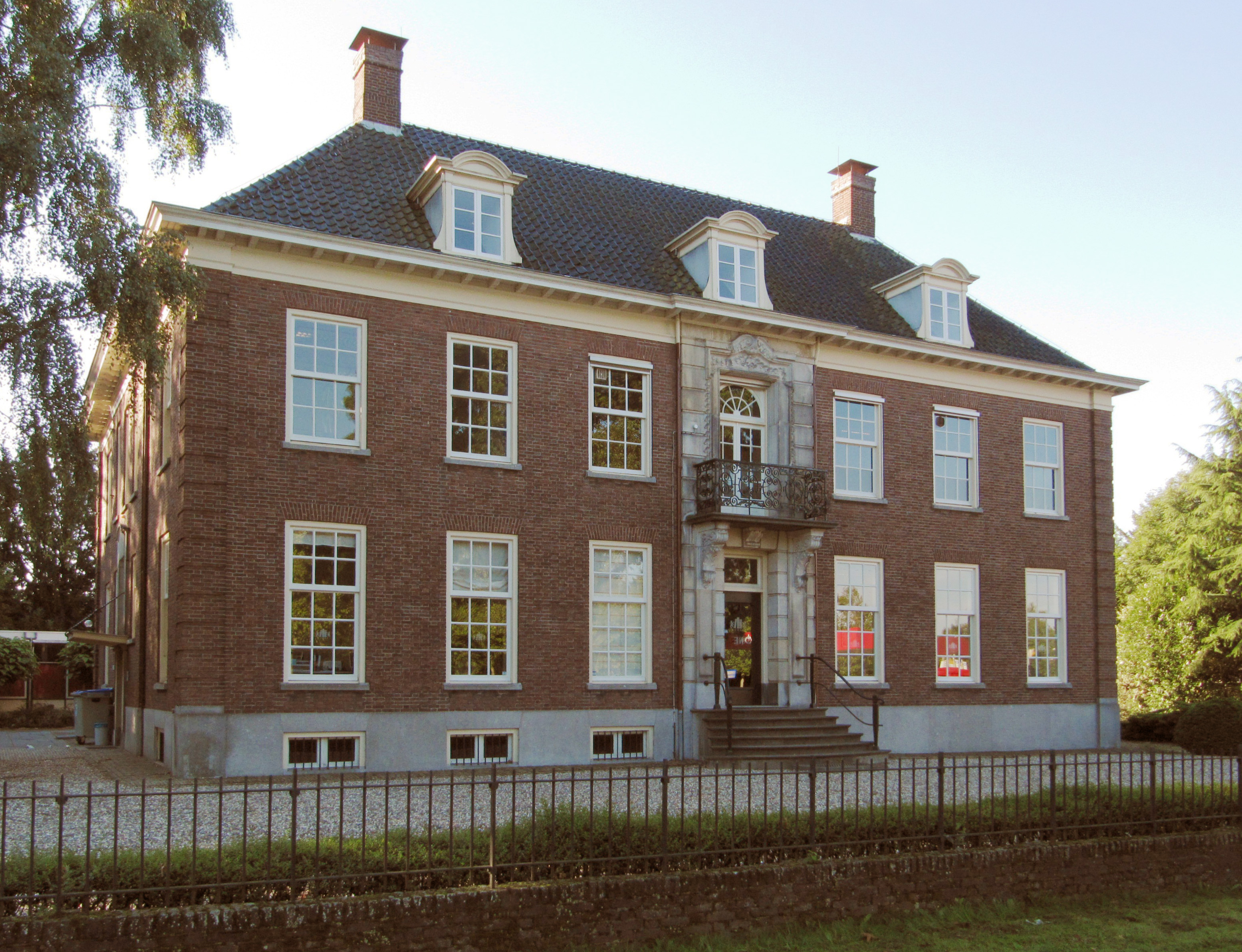
Een herenhuis, gebouwd door familie Van Heek, aan de singel in Enschede

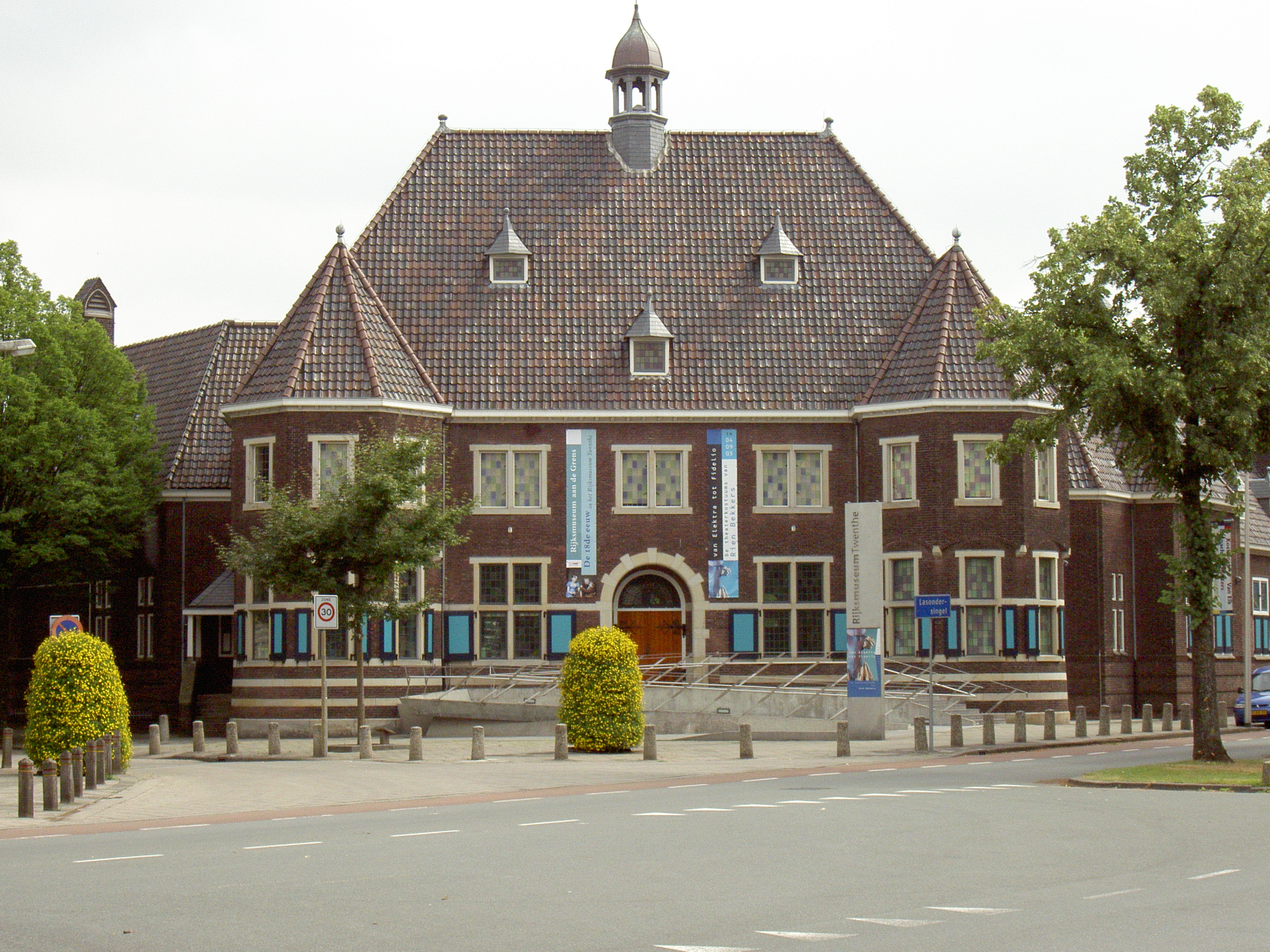
Rijksmuseum Twenthe

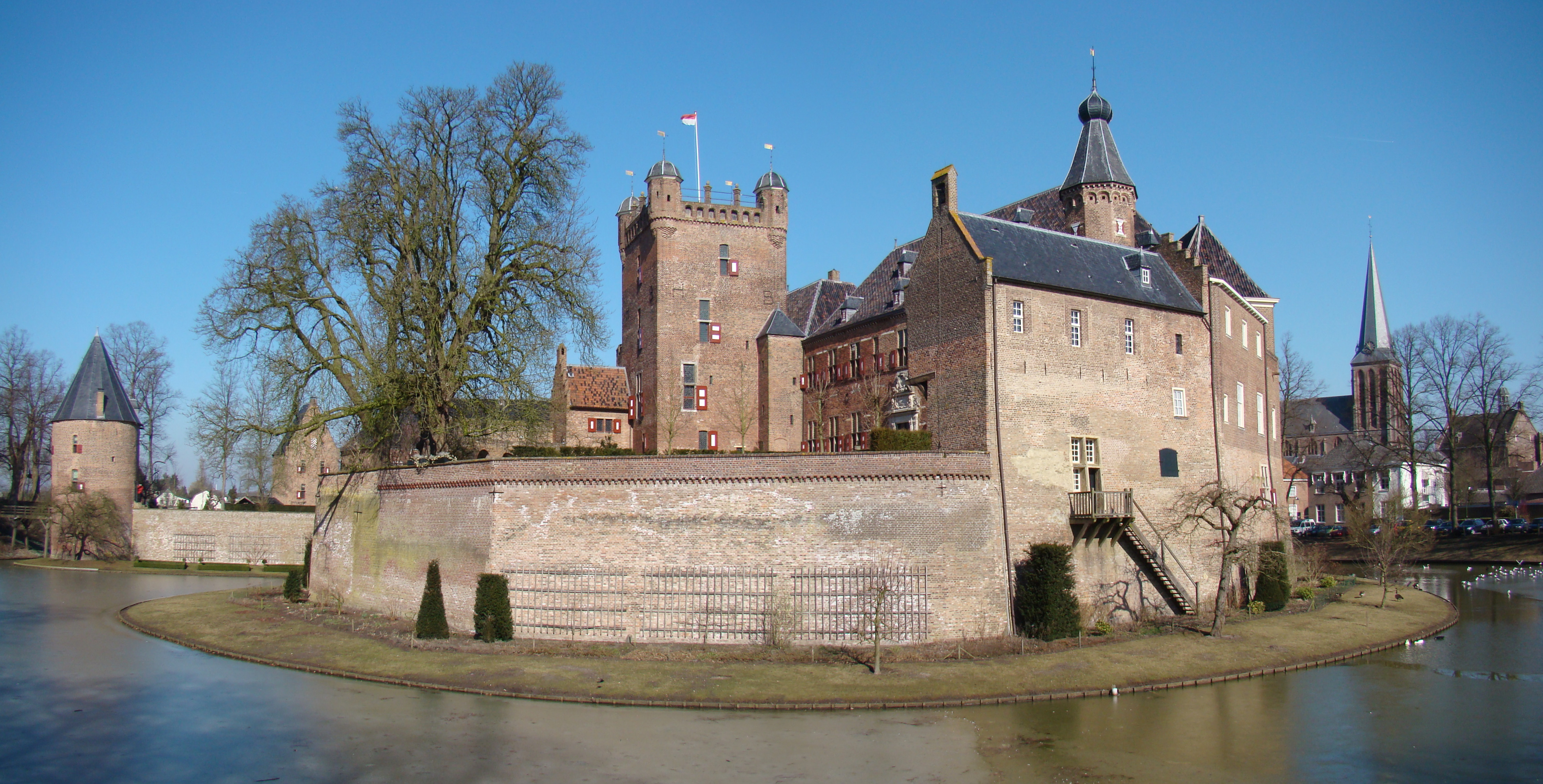
Huis Bergh

In Enschede ligt het Van Heekplein, genoemd naar Hendrik Jan van Heek (1814-1872). Ook in Enschede liggen het Van Heekpark en het Volkspark, geschonken door de familie Van Heek om de arbeiders vertier te gunnen zonder het nuttigen van alcohol. Verder is er de Van Heekstraat, een van de ontsluitingswegen van de wijk Twekkelerveld. Leden waren tevens betrokken bij de oprichting van het Rijksmuseum Twenthe en de Stichting Huis Bergh.

#### Textiellandgoederen en -buitenplaatsen in Twente
Een groot aantal herenhuizen en buitenplaatsen in en rond Enschede was in het bezit van leden van de familie Van Heek. De onderstaande werden gebouwd in opdracht van leden van de familie:
- Assink, Haaksbergen: G.J. van Heek sr. (1895)
- Boonekamp, Enschede: Herman van Heek (1919)
- Het Bouwhuis, Lonneker: echtpaar Van Heek-Blijdenstein (1890)
- Christinalust, Enschede: familie Van Heek (1913)
- Eekhof, Enschede: N.G. van Heek (1931-1932)
- Grote Dorst, Hengelo: W. van Heek (1948)
- Hof te Boekelo, Enschede: Van Heek (?)
- De Hooge Boekel, Lonneker: H. van Heek (1898)
- De Kolk, Enschede: A. Ledeboer-van Heek (1890)
- Lankheet, Haaksbergen: G.J. van Heek sr. (1890)
- Oosterveld, Deurningen: L. van Heek jr.
- Stepelerveld, Haaksbergen: E.H.J.K. van Heek (1928)
- Het Stroot, Boekelo: G.J. van Heek (jaren 1920)
- Strootman, Enschede: familie Van Heek (begin 20e eeuw)
- Het Teesink, Boekelo: H.F.G. van Heek-ter Kuile/H.J.E. van Heek (1905)
- De Tol, Enschede: N.G. van Heek (1905-1906)
- De Weele, Boekelo: W.H. van Heek-Jannink/H.J. van Heek (1906-1916)
- De Wildernis, Enschede: familie Van Heek (1910)
- De Ziepe, Haaksbergen: H. van Heek (1915)
- Zonnebeek, Boekelo: J.B. van Heek en Edwina Burr Ewing (1906-1908)

## Enkele telgen

### Oudste generaties te Delden
Hendrik Laurens (†1657), burger van Delden, stamvader van het geslacht
- Herman Laurens, burgemeester van Delden († vóór 21 december 1697)
  - Hendrik Laurens, zich later noemende Van Heek, burgemeester van Delden (†1743)
  - Gerrit Laurens, zich later noemende Van Heek (†1733)
    - Helmich van Heek (geb. ca. 1696)-† in of na 1757, wijnkoper en burgemeester van Delden
      - Gerrit Jan van Heek (1728-† na 1785), burgemeester van Delden
        - Hendrik Jan van Heek (1759-†1809), oprichter en lid van de fa. H.J. van Heek en Zonen: zie verder hieronder
        - Helmig van Heek (1762-†1848), postmeester te Delden

    - Wolter Jan van Heek (1698-† in of na 1760), burgemeester van Delden
    - Jan van Heek (1701-†1754), secretaris van Delden

### Textielfabriqueurs

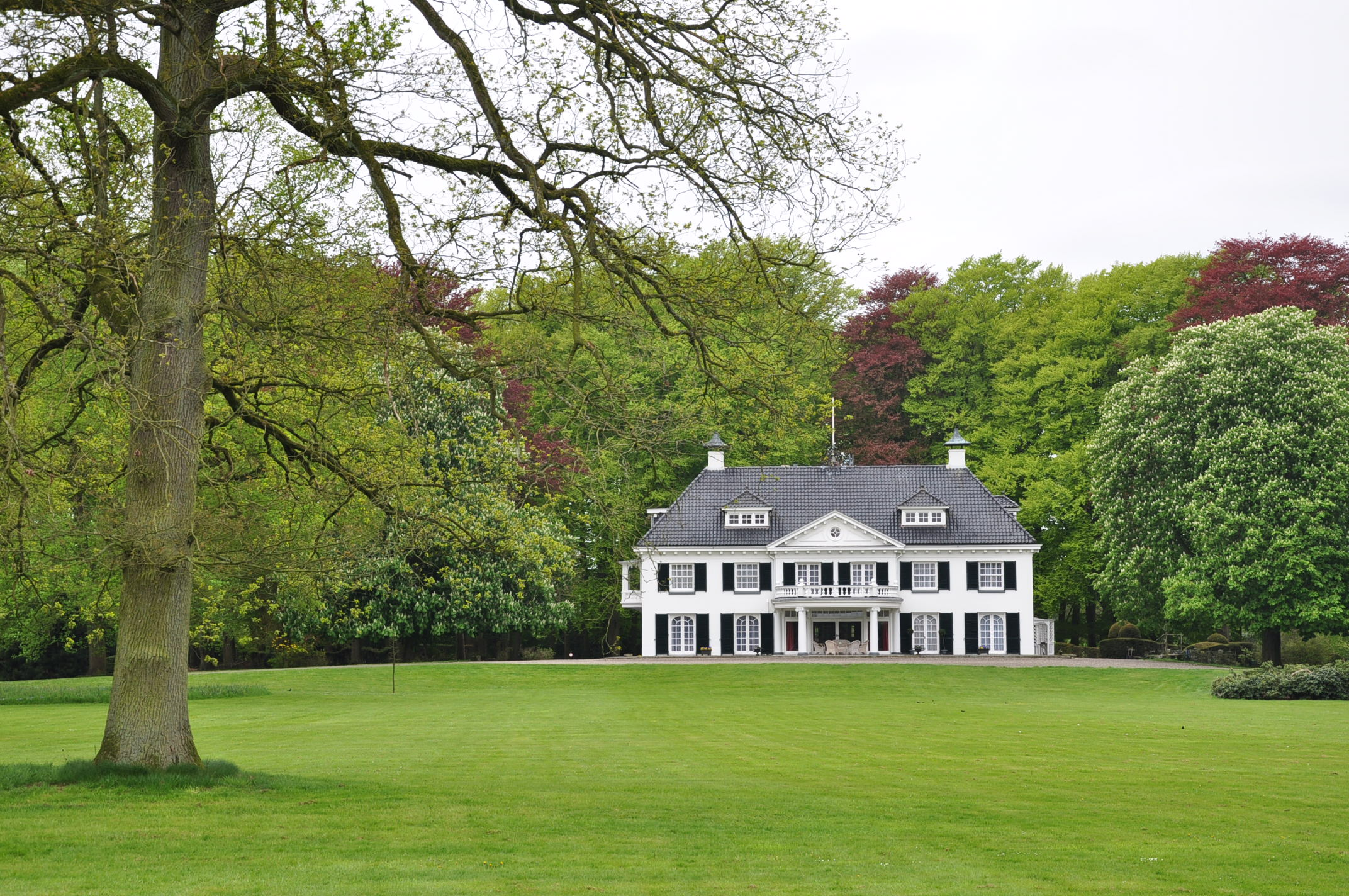
De buitenplaats Zonnebeek, gezien vanaf de Zonnebeekweg

- Hendrik Jan van Heek (1759-1809), vestigde zich in 1778 vanuit Delden in Enschede en was medegrondlegger van de vanaf circa 1811 ontstane fa. H.J. van Heek en Zonen
  - Gerrit Jan van Heek (1780-1851), lid fa. H.J. van Heek en Zonen, gemeenteraadslid en plaatsvervangend vrederechter te Enschede, lid Provinciale Staten van Overijssel
    - Aleida Engelbartha van Heek (1815-1893); trouwde in 1835 met Gerhard Jannink (1811-1869), textielfabrikant, gemeenteraadslid en wethouder van Enschede, voorzitter Kamer van Koophandel en Fabrieken te Enschede
    - Johanna Barendina van Heek (1824-1908); trouwde in 1848 met Herman ten Cate (1817-1897), textielfabrikant
    - Coenradina Jacoba van Heek (1828-1897); trouwde in 1852 met Hendrik Willink (1825-1877), textielfabrikant, oprichter en lid fa. H. Willink & Co., gemeenteraadslid en wethouder van Enschede
    - Hendrik Jan van Heek (1830-1875), lid fa. H.J. van Heek en Zonen, na 1859 lid fa. Gebroeders van Heek
    - Helmich August van Heek (1840-1917), lid fa. Gebrs. Van Heek, gemeenteraadslid van Enschede, voorzitter Kamer van Koophandel en Fabrieken te Enschede
      - Gerrit Jan Pieter van Heek (1866-1937), lid fa. Gebrs. Van Heek
      - Maria Geertruid van Heek (1868-1953), schilderes; trouwde in 1890 met Harry ter Kuile (1865-1944), lid fa. Nico ter Kuile & Zonen, textielfabrieken te Enschede
      - Margaretha Hermina van Heek (1870-1941); trouwde in 1893 met Helmich Benjamin Blijdenstein (1869-1919), directeur NV Katoenspinnerij Bamshoeve, gemeenteraadslid en wethouder van Enschede
      - Nicolaas Gijsbertus van Heek (1875-1942), lid fa. Gebrs. Van Heek
        - Helmich August van Heek (1899-1979), directeur Koninklijke Textielfabriek Gebrs. Van Heek & Co. NV te Enschede
          - Nicolaas Gijsbertus Rudolf van Heek (1930-2014), directeur Koninklijke Textielfabriek Gebrs. Van Heek & Co. NV te Enschede

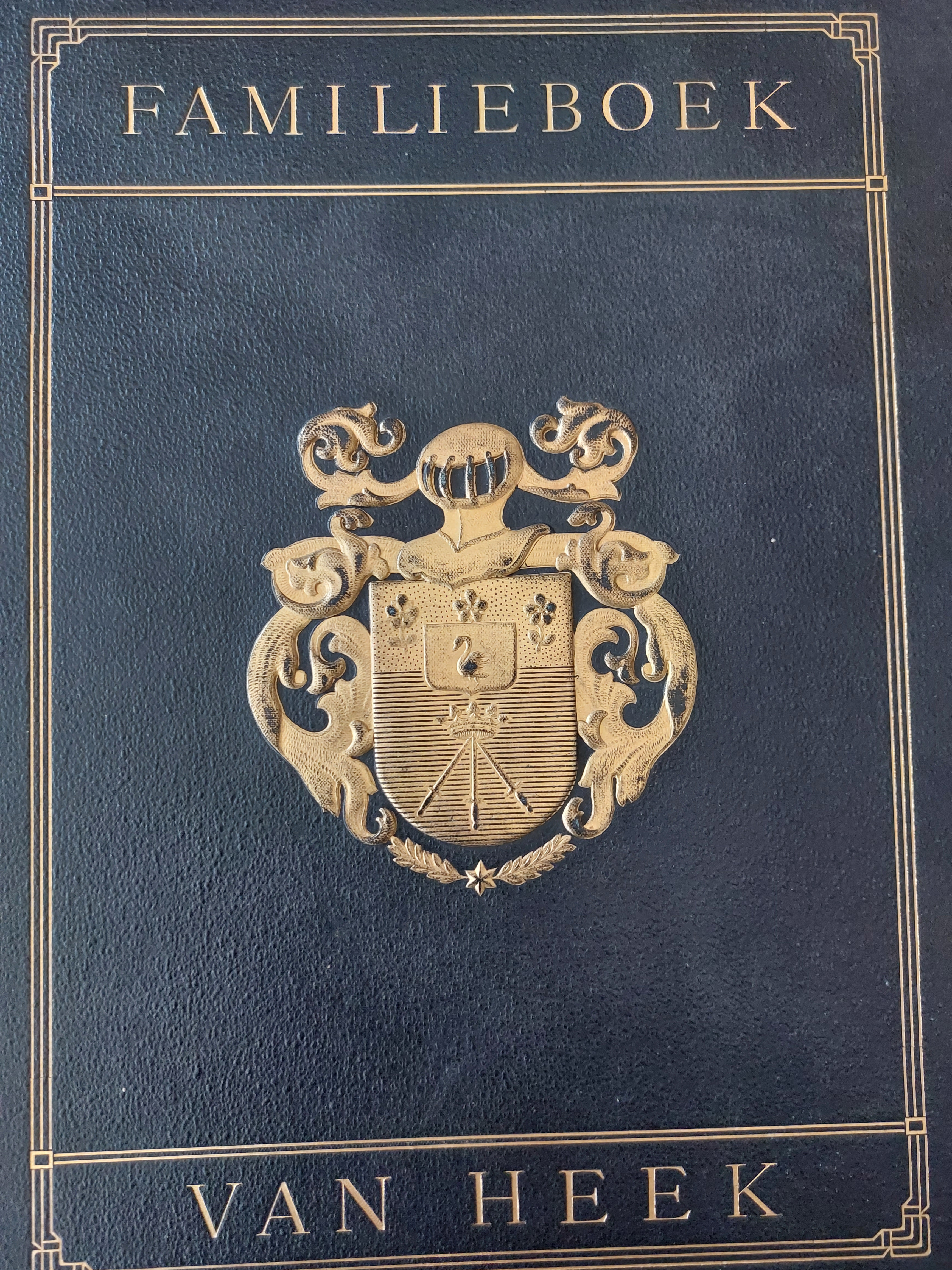
Familieboek der Van Heeks, tweede druk.

          - Familieboek der Van Heeks, tweede druk.Anna Nina Geertruid van Heek (1943); trouwde in 1976 met mr. Egbert ten Cate (1945), directeur Bank ten Cate & Cie. NV, kamerheer van de koningin

        - Judith Geertruid van Heek (1904-1983); trouwde in 1929 met Helmich Bernard Nicolaas Ledeboer (1892-1979), directeur Koninklijke Textielfabriek Gebrs. Van Heek & Co. NV te Enschede
        - Nicolaas Hermanus van Heek (1906-1987), directeur Koninklijke Textielfabriek Gebrs. Van Heek & Co. NV te Enschede
        - Willem van Heek (1910-1993), directeur Koninklijke Textielfabriek Gebrs. Van Heek & Co. NV te Enschede
          - Christiaan Gijs van Heek (1937-1998), werkzaam Koninklijke Textielfabriek Gebrs. Van Heek & Co. NV te Enschede

        - Pieter Jan Gijsbertus van Heek (1912-1983), directeur Koninklijke Textielfabriek Gebrs. Van Heek & Co. NV te Enschede en directeur P.J. Blom NV, overhemdenfabriek te Enschede
          - Drs. Jan Willem Cornelis van Heek (1938-1980), directeur Koninklijke Textielfabriek Gebr. Van Heek & Co. NV Schuttersveld te Enschede; trouwde in 1964 met Margaretha Gisela Amelie barones van Voërst van Lynden (1943), tuinadviseuse en dochter van burgemeester mr. Samuël Willem Alexander van Voërst van Lynden (1904-1945)

  - Johanna Berendina van Heek (1782-1863) trouwde Hendrik Jan Roessingh (1781-1822); ouders van Johannes Theunis Roessingh Udink
  - Helmich van Heek (1785-1847), lid fa. H.J. van Heek en Zonen
    - Hendrik Jan van Heek (1814-1872), lid fa. H.J. van Heek en Zonen, na 1859 fa. Van Heek & Co. (1859-1872), stichter Volkspark te Enschede; trouwde in 1856 met Christina Alida Blijdenstein (1823-1859), kunstschilderes
    - Herman van Heek (1816-1882), lid fa. H.J. van Heek en Zonen, na 1859 fa. Van Heek & Co. (1859-1882)
      - Helmich van Heek (1845-1902), lid fa. van Heek & Co. (1883-1902)
        - Catharina Maria van Heek (1874-1950); trouwde in 1896 met Ludwig van Heek (1871-1931), lid fa. Van Heek & Co., later directeur L. van Heek & Zn., textielfabrieken te Losser
        - Herman van Heek (1876-1930), lid fa. Van Heek & Co. (1903-1930)
          - Helmich van Heek (1902-1990), directeur Koninklijke Textielfabriek Gebrs. Van Heek & Co. NV te Enschede (1931-1965), voorzitter Kamer van Koophandel en Fabrieken, voorzitter Stichting Edwina van Heek
            - Herman van Heek (1928), onderdirecteur Koninklijke Textielfabriek Gebrs. Van Heek & Co. NV te Enschede
            - Drs. Jan Albert van Heek (1935-2016), bankier, voorzitter Stichting Edwina van Heek

          - Arnold van Heek (1904-1991), directeur P.J. Blom NV, overhemdenfabriek te Enschede
            - Helmich van Heek (1938), directeur P.J. Blom NV, overhemdenfabriek te Enschede, secretaris Volkspark

          - Prof. dr. Frederik van Heek (1907-1987), sociaal geograaf, socioloog
            - Cornelia Jacoba van Heek (1941); trouwde in 1968 met mr. Pim Haak (1934-2021), president van de Hoge Raad der Nederlanden

        - Aleida Engelbertha van Heek (1882-1946); trouwde in 1907 met Herman Izak Stroink (1881-1960), lid fa. Stroink & Co., katoenweverij te Nordhorn

      - Ina van Heek (1868-1944), schilderes; trouwde in 1891 met Jan Fredrik Scholten (1867-1943), textielfabrikant te Enschede

    - Maria Geertruid van Heek (1820-1895); trouwde in 1841 met Abraham Ledeboer (1816-1850), textielfabrikant te Enschede
    - Geertruid van Heek (1832-1912); trouwde in 1853 met Albert Jan Blijdenstein (1829-1896), lid fa. Blijdenstein & Co., textielfabrieken, voorzitter Kamer van Koophandel en Fabrieken te Enschede, lid Provinciale Staten van Overijssel, lid Eerste Kamer der Staten-Generaal, voorzitter Nederlandsche Heidemaatschappij
    - Gerrit Jan van Heek (1837-1915), lid fa. Van Heek & Co. (1859-1915), lid fa. G.J. van Heek & Zonen, oprichter NV Boekelosche Stoombleekerij, lid Provinciale Staten van Overijssel, lid Eerste Kamer der Staten-Generaal
      - Jan Bernard van Heek (1863-1923), lid fa. Van Heek & Co. (1897-1923), stichter Rijksmuseum Twenthe; trouwde in 1900 met Edwina Burr Ewing (1872-1945), oprichter Stichting Edwina van Heek, stichters huis en landgoed Zonnebeek
      - Hendrik Jan Engelbert van Heek (1864-1930), directeur NV Boekelosche Stoombleekerij, lid gemeenteraad van Enschede en van Provinciale Staten van Overijssel, voorzitter Overijsselsche Landbouwmaatschappij
        - Catharina Judith van Heek (1893-1970); trouwde in 1918 met Hendrik Egbert ter Kuile (1893-1964), directeur Ter Kuile Cromhoff NV, textielfabrieken te Enschede
        - Hendrik Jan van Heek (1894-1981), directeur NV Boekelosche Stoombleekerij
          - Hendrik Jan Engelbert van Heek (1924), hotelier te Bessan
            - Hendrik Jan van Heek (1962), horecamanager in Val Thorens
              - Marvin van Heek (1991), alpineskiër

          - Ing. Willem Joan van Heek (1928-1993), procuratiehouder NV Boekelosche Stoombleekerij

      - Willem Helmig van Heek (1865-1929), directeur NV Boekelosche Stoombleekerij
        - Gerrit Jan van Heek (1891-1971), directeur Scholten & Van Heek NV, textielfabrieken te Enschede
          - Gerrit Willem Helmig van Heek (1923-1997), directeur Scholten & Van Heek NV, textielfabrieken te Enschede

        - Engbert van Heek (1893-1943), directeur NV Boekelosche Stoombleekerij
          - Elisabeth van Heek (1920-2014); trouwde in 1946 met prof. dr. Joan Henri van der Waals (1920-2022), hoogleraar experimentele natuurkunde aan de Rijksuniversiteit Leiden
          - Jan Bernard van Heek (1924-2008), directeur NV Boekelosche Stoombleekerij, voorzitter Stichting Edwina van Heek, voorzitter Stichting Twickel, kamerheer i.b.d. van de koningin
            - Edwina Louise van Heek (1956), beeldhouwer

          - Johanna van Heek (1927); trouwde in 1950 met dr. Bob Haak (1926-2005), directeur Amsterdams Historisch Museum
          - Fleur van Heek (1933); trouwde in 1960 met ir. Gerrit Jan ter Kuile (1924-2008),[2] oud-onderdirecteur NV Boekelosche Stoombleekerij

        - Julius van Heek (1896-1970), directeur Scholten & Van Heek NV, textielfabrieken te Enschede
        - Aleida Engelbertha van Heek (1899-1989); trouwde in 1920 met Coenraad Engelbert ter Kuile (1894-1941), directeur E. ter Kuile & Zoon's Textielfabrieken te Enschede

      - Ludwig van Heek (1871-1931), lid fa. van Heek & Co., later directeur L. van Heek & Zn., textielfabrieken te Losser
        - Christine Frederike van Heek (1897-1980); trouwde in 1921 met Johannes Gijsbertus Jordaan (1896-1964), directeur fa. D. Jordaan & Zn. NV, textielfabrieken te Haaksbergen
        - Helmich Jan Paul van Heek (1900-1982), directeur Van Heek-Scholco NV, textielfabrieken te Losser, enz.
          - Ludwig van Heek (1929-2014), directeur Van Heek-Scholco NV, textielfabrieken te Losser

        - Ludwig van Heek (1903-1968), directeur Van Heek-Scholco NV, textielfabrieken te Losser
        - Wilhelmina Margaretha van Heek (1905-1993); trouwde in 1928 met Jan Scholten (1903-1984), directeur J.F. Scholten & Zn. NV, textielfabrieken te Enschede
        - Jan Herman van Heek (1911-1956), directeur Van Heek-Scholco NV, textielfabrieken te Losser

      - Dr. Jan Herman van Heek (1873-1957), lid fa. G.J. van Heek & Zonen, honorair directeur Rijksmuseum Twenthe, stichter Stichting Huis Bergh
        - Maria Aurelia Christina van Heek (1914-1999); trouwde in 1937 met ing. Benjamin Jan ter Kuile (1909-1979), mededirecteur Nico ter Kuile & Zonen, textielfabrieken te Enschede, mededirecteur Koninklijke Textielfabriek Gebrs. Van Heek & Co. NV te Enschede
        - Christine Friedrike van Heek (1915-2000); trouwde in 1937 met Pieter Jan Gijsbertus van Heek (1912-1983), directeur Koninklijke Textielfabriek Gebrs. Van Heek & Co. NV te Enschede en directeur P.J. Blom NV, overhemdenfabriek te Enschede
        - Jan Herman Alexander van Heek (1920-2004), administrateur Stichting Huis Bergh
        - Goderd van Heek (1923-2021), bankier
          - Boudewine Annette (Boudewien) van Heek (1958), goudsmid; trouwde in 1993 met Jeroen Werner (1960), beeldend kunstenaar

        - Arnold Albert Willem van Heek (1927-2020), oud-directeur Stichting Huis Bergh

      - Christine Friederike van Heek (1875-1968); trouwde in 1897 met Gerhard Jannink (1873-1938), directeur Gerhard Jannink & Zn. NV, textielfabrieken te Enschede
      - Engelberta Auguste (Bertha) van Heek (1876-1960), schilderes
      - Gerrit Jan van Heek Jr. (1880-1958), directeur NV Rigtersbleek, v/h G.J. van Heek & Zonen, textielfabrieken te Enschede
      - Arnold Helmig van Heek (1882-1972), directeur NV Rigtersbleek, v/h G.J. van Heek & Zonen, textielfabrieken te Enschede
        - Welmoet Nella van Heek (1925-2013); trouwde in 1951 met Abraham Deutz Ebeling (1925-2015), onderdirecteur NV Rigtersbleek, v/h G.J. van Heek & Zonen, textielfabrieken te Enschede
        - Mechteld van Heek (1932-2016); trouwde in 1954 met mr. Theodorus Enklaar (1918-1989), secretaris Twentse Fabrikanten Verenigingen, directeur Bedrijfschap voor de Textielindustrie